# Some Girls
Some Girls (рус. «Некоторые девушки») — четырнадцатый британский и шестнадцатый американский студийный альбом The Rolling Stones, был издан в 1978 году на собственном лейбле группы. Лонгплей достиг верхней строчки чарта Billboard Top LPs & Tape и стал одним из самых успешных альбомов группы в Соединённых Штатах, с более шести миллионов проданных копий. Диск получил восторженные отзывы прессы, многие обозреватели назвали его возвращением «Роллинг Стоунз» к истокам и их лучшим альбомом со времён Exile on Main St.

## Список композиций
Все песни написаны Миком Джаггером и Китом Ричардсом, за исключением отмеченных.
| №  | Название                                       | Длительность |
| -- | ---------------------------------------------- | ------------ |
| 1. | «Miss You»                                     | 4:48         |
| 2. | «When the Whip Comes Down»                     | 4:20         |
| 3. | «Imagination» (Норман Уайтфилд/Барретт Стронг) | 4:38         |
| 4. | «Some Girls»                                   | 4:36         |
| 5. | «Lies»                                         | 3:11         |

| №   | Название                  | Длительность |
| --- | ------------------------- | ------------ |
| 6.  | «Far Away Eyes»           | 4:24         |
| 7.  | «Respectable»             | 3:06         |
| 8.  | «Before They Make Me Run» | 3:25         |
| 9.  | «Beast of Burden»         | 4:25         |
| 10. | «Shattered»               | 3:48         |

- Североамериканское издание содержит восемь песен вместо десяти: расширенные версии композиций «Miss You» и «Beast of Burden» и отредактированные версии «Far Away Eyes», «Shattered» и «Imagination» (или «Just My Imagination (Running Away with Me)»).

### Бонус-диск (2011)
| №   | Название                                                       | Длительность |
| --- | -------------------------------------------------------------- | ------------ |
| 1.  | «Claudine»                                                     | 3:42         |
| 2.  | «So Young»                                                     | 3:18         |
| 3.  | «Do You Think I Really Care?»                                  | 4:22         |
| 4.  | «When You’re Gone» (Мик Джаггер/Кит Ричардс/Ронни Вуд)         | 3:51         |
| 5.  | «No Spare Parts»                                               | 4:30         |
| 6.  | «Don’t Be a Stranger»                                          | 4:06         |
| 7.  | «We Had It All» (Трой Силз/Донни Фриттз)                       | 2:54         |
| 8.  | «Tallahassee Lassie» (Боб Крю/Frank C. Slay Jr./Фредди Кэннон) | 2:37         |
| 9.  | «I Love You Too Much»                                          | 3:10         |
| 10. | «Keep Up Blues»                                                | 4:20         |
| 11. | «You Win Again» (Хэнк Уильямс)                                 | 3:00         |
| 12. | «Petrol Blues»                                                 | 1:35         |

## Участники записи
The Rolling Stones
- Мик Джаггер — ведущий и бэк-вокал, электрогитара, фортепиано на «Faraway Eyes»; бонус-треки: фортепиано на «Petrol Blues», электропианино на «No Spare Parts», губная гармоника на «When You’re Gone» и «Keep Up Blues», хлопанье в ладоши[англ.] на «Tallahasse Lassie»
- Кит Ричардс — электро- и акустическая гитары, бэк-вокал, лид-вокал на «Before They Make Me Run», бас-гитара на «Some Girls» и «Before They Make Me Run», фортепиано на «Faraway Eyes»; бонус-треки: лид-вокал на «We Had It All», фортепиано на «No Spare Parts» и «I Love You Too Much», электропианино на «You Win Again»
- Ронни Вуд — электро, акустическая, слайд- и педальная слайд-гитары, бэк-вокал, бас-гитара и большой барабан на «Shattered»
- Чарли Уоттс — ударные
- Билл Уаймен — бас-гитара, синтезатор на «Some Girls»; бонус-треки: маримба на «Don’t Be a Stranger»

Приглашённые музыканты:
- Шуга Блу — губная гармоника на «Miss You» and «Some Girls»; бонус-треки: губная гармоника на «Don’t Be a Stranger» и «We Had It All»
- Иэн Маклэган — электропианино на «Miss You», орган на «Just My Imagination»
- Мел Коллинз — саксофон на «Miss You»
- Саймон Кирк — конги на «Shattered»

Приглашённые музыканты на бонус-диске (2011):
- Иэн Стюарт — бонус-треки: фортепиано на «Claudine», «So Young», «Do You Think I Really Care?», «Tallahasse Lassie», «You Win Again» и «Petrol Blues»
- Чак Ливел[англ.] — бонус-треки: соло на фортепиано на «So Young»
- Дон Уос[англ.] — бонус-треки: бас-гитара на «Don’t Be a Stranger», хлопанье в ладоши на «Tallahasse Lassie»
- Джон Фогерти — бонус-треки: хлопанье в ладоши[англ.] на «Tallahasse Lassie»
- Мэтт Клиффорд — бонус-треки: перкуссия «Don’t Be a Stranger»

## Хит-парады
Альбом
| Год  | Чарт                  | Высшая позиция |
| ---- | --------------------- | -------------- |
| 1978 | UK Top 75 Albums      | 2              |
| 1978 | Billboard Pop Albums  | 1              |
| 1978 | RPM Canada            | 1              |
| 1978 | Dutch Albums Chart    | 3              |
| 1978 | Swedish Albums Chart  | 3              |
| 1978 | Austrian Albums Chart | 4              |
| 2011 | UK Top 75 Albums      | 58             |
| 2011 | Billboard 200         | 46             |

Синглы
| Год  | Сингл             | Чарт                         | Высшая позиция |
| ---- | ----------------- | ---------------------------- | -------------- |
| 1978 | «Miss You»        | UK Top 75 Singles            | 3              |
| 1978 | «Miss You»        | Billboard Hot 100            | 1              |
| 1978 | «Miss You»        | Club Play Singles            | 6              |
| 1978 | «Miss You»        | Black Singles                | 33             |
| 1978 | «Beast of Burden» | Billboard Hot 100            | 8              |
| 1978 | «Respectable»     | UK Top 75 Singles            | 23             |
| 1979 | «Shattered»       | Billboard Hot 100            | 31             |
| 2010 | «Beast of Burden» | Billboard Rock Digital Songs | 49             |
| 2011 | «No Spare Parts»  | Billboard Hot Singles Sales  | 2              |

## Сертификация
| Страна            | Организация | Сертификация (продажи) |
| ----------------- | ----------- | ---------------------- |
| Соединённые Штаты | RIAA        | 6× Платиновый          |
| Франция           | SNEP        | Золотой                |
| Великобритания    | BPI         | Золотой                |